# Historia de un beso
Pour plus de détails, voir Fiche technique et Distribution.
Historia de un beso est un film espagnol réalisé par José Luis Garci, sorti en 2002.

## Synopsis
Le film suit deux histoires séparées de plusieurs décennies. Julio assiste aux funérailles de son oncle qui l'a élevé et se remémore son enfance.

## Fiche technique
- Titre : Historia de un beso
- Réalisation : José Luis Garci
- Scénario : José Luis Garci et Horacio Valcárcel
- Musique : Pablo Cervantes
- Photographie : Raúl Pérez Cubero
- Montage : José Luis Garci et Miguel González Sinde
- Société de production : Canal+ España, Enrique Cerezo Producciones Cinematográficas, Nickel Odeón Dos, Productora Cinematográfica 29, Productora Cinematográfica Veintinueve, TeleMadrid et Televisión Española
- Pays :  Espagne
- Genre : Drame et romance
- Durée : 108 minutes
- Dates de sortie : 
  -  Espagne : 25 octobre 2002

## Distribution
- Alfredo Landa : Blas Otamendi
- Ana Fernández : Andrea
- Agustín González : Don Telmo
- Carlos Hipólito : Julio
- Beatriz Rico : Marisa
- Manuel Lozano : Julipín
- Tina Sáinz : Melchora
- Francisco Algora : Don Lino
- Valeriano Andrés : Tío Casimiro
- Mary Paz Pondal : Tía Federica
- José Caride : Don Santos
- Pilar Ordóñez : Filomena
- José Manuel Lorenzo : Basilio

## Distinctons
Le film a été nommé pour sept prix Goya.